# Maurice Finat

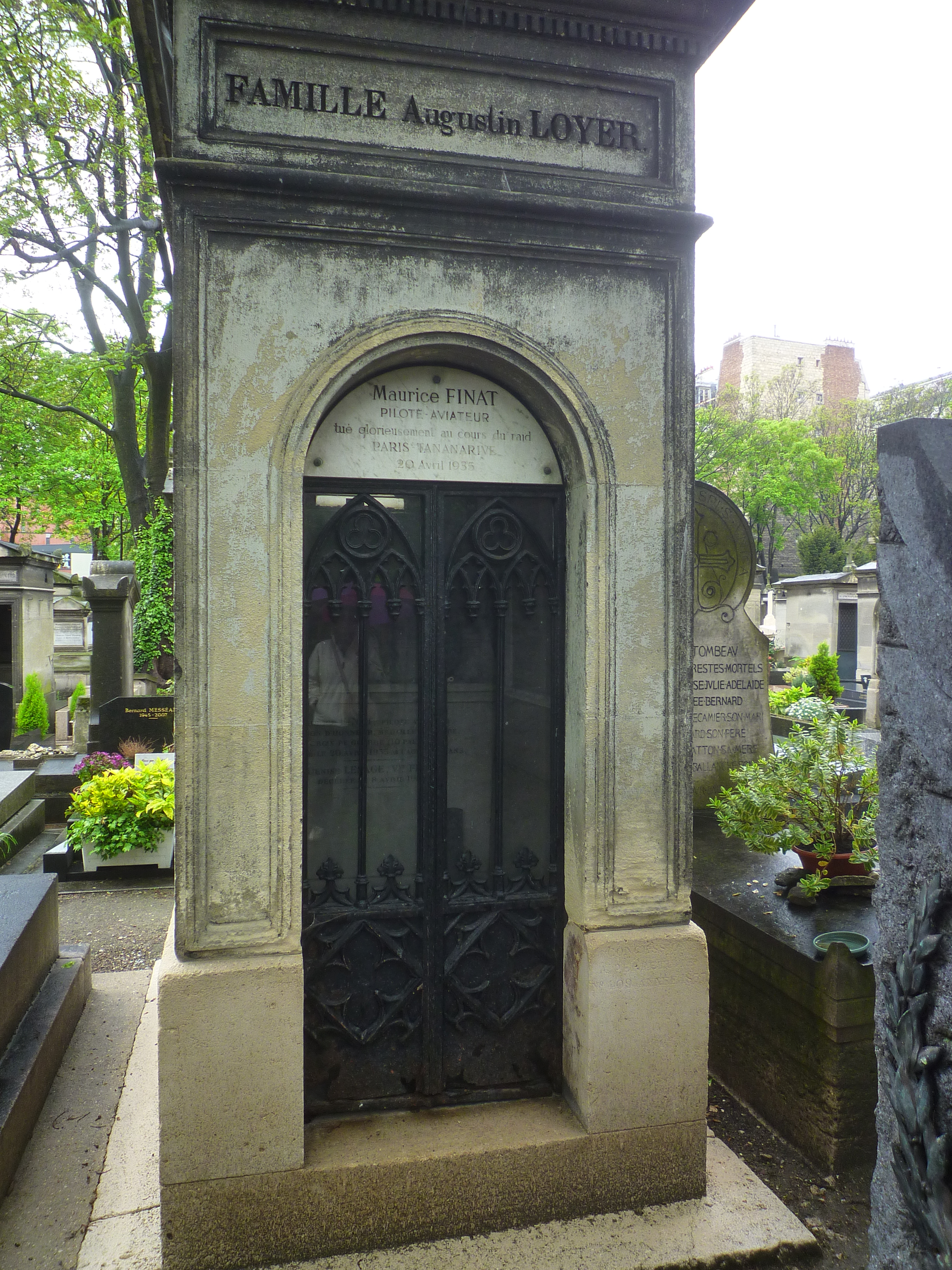
Sépulture de Maurice Finat au cimetière de Montmartre à Paris.

Maurice Finat, né le 29 juillet 1894 à Bordeaux, Gironde, et mort le 20 avril 1935 près de Moshi au Tanganyika, était un aviateur français. Spécialiste des avions légers, il a gagné de nombreux concours et battu plusieurs records du monde de vitesse et de distance dans les années 1920 et 1930.

## Biographie
Maurice Finat est inhumée au cimetière de Montmartre (division 30), le 8 mars 1936.

## Distinctions
- Chevalier de la Légion d'honneur
- Médaille militaire
- Croix de guerre 1914-1918 (France) avec 10 palmes[2].